# Lotophila atra
Lotophila atra är en tvåvingeart som först beskrevs av Johann Wilhelm Meigen 1830.  Lotophila atra ingår i släktet Lotophila och familjen hoppflugor. Arten är reproducerande i Sverige. Inga underarter finns listade i Catalogue of Life.